# Hörselskada
En person med hörselnedsättning har nedsatt hörsel på ett eller båda öronen, till skillnad från en person med dövhet, som har liten eller ingen hörsel även med hjälp av hörapparat. Enligt Hörselskadades Riksförbund finns det cirka 1,3 miljoner personer i Sverige som har nedsatt hörsel, varav cirka 560 000 har så grav skada att de skulle dra nytta av att använda sig av hörapparat. Det är dock endast cirka 270 000 svenskar som använder sig av en hörapparat[när?] Detta kan jämföras med cirka 13 000 döva svenskar. En annan stor skillnad mellan döva och hörselskadade, är att de flesta hörselskadade har fått sin skada i vuxen ålder, medan den övervägande andelen döva föds döva eller förlorat sin hörsel som barn.
Hörselnedsättning kan vara medfödd (barndomshörselskada) eller tillkommen senare, i vilket fall så beror nedsatt hörsel på att hörselsystemet är skadat på något ställe. Hörselsnäckan är den svagaste delen i hörselsystemet. I medicinska sammanhang mäts hörselförmåga i decibel i olika frekvenser. Audionomer skapar en graf över hörselförmågan, något som kallas audiogram.
En person som utsätts för kraftigt ljud kan drabbas av en tillfällig hörselnedsättning (TTS, Temporary Threshold Shift). Det kan ske efter att man utsatt sig för höga ljudnivåer (över ca 80 dB SPL) utan att använda hörselskydd (t.ex. öronproppar), exempelvis på en rockkonsert, vid byggnadsarbete eller gräsklippning. Ljudnivån och tiden som man utsätter sig för dessa nivåer påverkar graden av hörselnedsättningen och tiden det tar för hörseln att återhämta sig. Om detta sker vid upprepade tillfällen löper man risk att få en permanent hörselnedsättning (PTS, Permanent Threshold Shift).
Det finns olika typer av hörselnedsättning, bland annat ledningshinder och sensorineural hörselnedsättning.
Ledningshinder betyder att ljudvågorna inte leds vidare från trumhinnan till innerörat.
Sensorineural hörselnedsättning innebär att nervceller i hörselsnäckan eller hörselnerven är skadade alternativt helt saknas.
Hur besvären behandlas beror på var i örat problemen uppstått.

## Olika typer av hörselskador

### Sensorineural hörselnedsättning
Sensorineural hörselnedsättning innebär att hårceller i snäckan (cochlea) är skadade alternativt helt saknas. Det kan också innebära en nedsättning av hörselnervens funktion. Ordet sensorineural pekar på samverkan mellan funktionen i hörselsnäckan och hörselnerven, men används ofta för att beskriva skador på just hörselsnäckans hårceller då det krävs mer utförlig medicinsk diagnostik för att avgöra om skadan även innefattar hörselnerven. Hur besvären behandlas beror på hörselnedsättningens form och grad. Hörselsnäckans anatomiska struktur är formad som en uppåtgående spiral. Ljud med olika frekvenser aktiverar hårceller på olika platser i hörselsnäckan. Detta innebär att en hörselskada påverkar uppfattningen av olika frekvenser, beroende på var skadan sitter. Skador på hårceller långt in i hörselsnäckan påverkar uppfattningen av basfrekvenser, medan skador på hårceller i hörselsnäckans nedre del resulterar i minskad uppfattning av diskantfrekvenser.
Orsakerna till sensorineurala hörselnedsättningar varierar, men en vanlig orsak är att hårcellsfunktionen minskar i takt med stigande ålder. Kraftigt buller är också något som kan skada hårcellerna i hörselsnäckan.

### Ärftlighet
En till tre individer per tusen föds med ärftlig permanent hörselnedsättning. Ärftlighet är den vanligaste orsaken till barns hörselnedsättningar. Medfödd hörselnedsättning hos barn kan bero på antingen okänd, icke genetisk eller genetiska orsaker. Ca hälften av medfödda hörselnedsättningar anses bero på genetiska orsaker. Genetiska hörselnedsättningar delas in i syndromala och icke-syndromala. Av ärftliga hörselnedsättningar som beror på genetiska orsaker är ca 30% syndromala. En syndromal nedsättning kan antingen vara sensorineural, konduktiv eller bero på anomali i hörselorganets kroppsstruktur. Hörselnedsättning av ärftlighetstypen kan variera i grad från lätt till dövhet. 
För att tidigt upptäcka ärftliga hörselnedsättningar hos barn erbjuds hörselscreening i hela Sverige sedan 2007 på nyfödda.

### Ménières sjukdom
Se Ménières sjukdom.

### Infektioner
Olika infektionssjukdomar kan orsaka hörselnedsättningar som antingen kan vara medfödda eller förvärvas under barndomen. En infektion kan orsakas av smittämnen som bakterier, virus, svamp eller av parasiter. De vanligaste infektionerna som orsakar medfödd hörselnedsättning är rubella (röda hund), cytomegalovirus, syfilis, toxoplasma och herpes varicella zoster virus (vattkoppor). Förvärvade hörselnedsättningar under barndomen kan orsakas av bland annat bakteriell meningit (bakteriell hjärnhinneinflammation), otitis media (öroninflammation), påssjuka och mässling.
Införandet av vaccinationsprogram i många länder har medfört en minskning av hörselnedsättningar orsakade av infektionssjukdomar. I Sverige erbjuds barnvaccinationer mot 11 sjukdomar bl.a. mässling, påssjuka, röda hund, haemophilus influenzae typ B (Hib).

### Ledningshinder
Ledningshinder eller konduktiv hörselnedsättning kallas den hörselskada som innebär att ljud inte leds vidare korrekt från ytterörat till innerörat via trumhinnan och mellanörat. Hörselnedsättningen brukar vara av lätt till måttlig grad. Ett ledningshinder kan bero på olika saker. Vid öroninflammation kan trumhinnans rörelser bli påverkade negativt av till exempel tryckförändringar och vätskeansamlingar i mellanörat, vilket resulterar i en nedsatt hörselförmåga. En skada på trumhinnan (trumhinneperforation) kan göra att ljudets vibrationer inte leds vidare till hörselbenen korrekt. Det finns även sjukdomar som påverkar hörselbenens förmåga att föra vidare ljudet, till exempel otoskleros.

### Otoskleros
Se Otoskleros.

### Tinnitus
Se Tinnitus.

### Bullerskador
Bullerskador är skador på hårcellerna som finns i hörselsnäckan i örat som uppstår när man utsätts för höga ljud.

### Sudden deafness
Sudden deafness, eller plötslig dövhet, är en mycket ovanlig hörselskada som kan drabba alla personer i alla olika åldrar. Vid plötslig dövhet är det vanligt att man till exempel vaknar en morgon och märker att det ena örat inte fungerar. I vissa fall medföljer även svår yrsel och det är även vanligt att man får ersättningsljud på det skadade örat, s.k. tinnitus. Ca 50–60 procent av alla som drabbas av sudden deafness återfår delar av hörseln, men hos vissa blir hörselnedsättningen permanent. Yrseln försvinner dock oftast efter några dagar. Idag vet man inte så mycket om denna hörselskada, men det forskas en del kring detta. Det finns många olika teorier om vad som kan ligga bakom hörselnedsättningen, några exempel är en godartad tumör på hörselnerven, en blödning i innerörat eller virus. Cirka 1 person av 10 000 drabbas av sudden deafness. I de flesta fall förblir orsaken till hörselnedsättningen okänd.

## Hjälpmedel

### Hörapparat
Det vanligaste hjälpmedlet är hörapparaten som förstärker ljudet. En vanlig missuppfattning bland hörande är att personer med hörselskador får full hörsel om de använder hörapparat. Förutom en eller två mikrofoner har många hörapparater en telespole som kan ta emot signaler från en teleslinga. Bakomöratapparater har ofta möjlighet att ansluta en extern ljudkälla.

### Kommunikationsstrategier
Kommunikationsstrategier är metoder eller verktyg som underlättar och förbättrar samtal där kommunikationshinder förekommer. Dessa strategier tilldelas i två huvudkategorier; facilitiva och reparerande strategier. Facilitiva strategier fokuserar på att anpassa miljön för att främja lyssnande, exempelvis genom att justera ljusinsläpp så att talaren är tydligt belyst. Reparerande strategier försöker bland annat upprätthålla konversationer när missförstånd uppstår, exempelvis genom att upprepa det som sagts för att säkerställa att informationen är korrekt.
Kunskap och information om kommunikationsstrategier, ofta i kombination med andra hjälpmedel, förekommer som ett hjälpande verktyg inom audiologisk rehabilitation.

### Teleslinga
Teleslingan (även hörslinga) består av en slinga som sänder ut signaler som telespolen i hörapparaten kan ta emot. Samt en eller flera ljudkällor. En ljudkälla kan till exempel vara en mikrofon eller tv. Slingan förkortar avståndet som ljudvågorna behöver färdas genom rummet.

### Undertextad TV
För vissa personer med hörselskada är undertextning ett krav för att de ska kunna uppfatta vad som sägs i programmen, medan det för andra är bekvämt att slippa anstränga sig för att höra.

### Varseblivning
För att uppfatta viktiga ljud och signaler i vardagen, finns det hörtekniska hjälpmedel utöver hörapparater. Dessa hjälpmedel fungerar genom akustisk förstärkning (hög ljudnivå), taktila signaler (vibrationer) samt visuella signaler (starkt blinkande lampor). Exempel på dessa hjälpmedel är väckarklocka, brandvarnare, babymonitor och dörrklocka.

## Förebyggande
Det uppskattas att hälften av hörselnedsättningen kan förebyggas. Ungefär 60 % av hörselnedsättningen hos barn under 15 år kan förebyggas. Det finns ett antal effektiva förebyggande strategier, inklusive: immunisering mot röda hund för att förhindra medfött röda hundsyndrom, immunisering mot H. influence och S. pneumoniae för att minska förekomsten av hjärnhinneinflammation, och att förebygga eller skydda mot överdriven bullerexponering.
Världshälsoorganisationen rekommenderar också immunisering mot mässling, påssjuka och hjärnhinneinflammation, insatser för att förhindra för tidig födsel och undvikande av vissa mediciner som förebyggande åtgärder.
Att undvika exponering för högt buller kan hjälpa till att förhindra ljudinducerad hörselnedsättning. Förebyggande åtgärder börjar med att begränsa exponeringen till 85 decibel eller högre. 18% av de vuxna som exponerats för högt ljud på jobbet i fem år eller mer rapporterar hörselnedsättning på båda öronen, jämfört med 5,5 % av de vuxna som inte exponerades för högt buller på jobbet. Det finns olika program för specifika befolkningsgrupper, såsom barn i skolåldern, ungdomar och arbetare. Utbildning om bullerexponering ökar användningen av hörselskydd. Men HPD (utan individuellt urval, träning och lämplighetstest) minskar inte risken för hörselnedsättning nämnvärt.

## Organisationer för hörselskadade
- Hörselskadades riksförbund
- Unga Hörselskadade
- Riksförbundet för döva, hörselskadade och språkstörda barn
- Svenska hörselförbundet (Finland)